# Vasily Grossman
Vasily Semyonovich Grossman (o primeiro nome alternativamente é escrito como Vassily ou Vasiliy, do Russo: Василий Семёнович Гроссман), pseudônimo de Iosif Solomonovich Grossman (Berdichev, Ucrânia, 12 de dezembro de 1905 – 14 de setembro de 1964), foi um proeminente escritor e jornalista soviético.
Nascido em uma família judia na Ucrânia, então parte do Império Russo, Grossman formou-se engenheiro químico na Universidade Estadual de Moscou, ganhando o apelido de Vasya-khimik (Vasya o Químico) por causa de sua diligência como estudante. Após a formatura, ele conseguiu um emprego em Stalino (hoje Donetsk) na Bacia de Donets. Na década de 1930 ele mudou de carreira. Ele começou a escrever em tempo integral e publicou uma série de contos e vários romances. No início da Segunda Guerra Mundial, ele foi contratado como correspondente de guerra do jornal do Exército Vermelho Krasnaya Zvezda; ele escreveu relatos em primeira mão das batalhas de Moscou, Stalingrado, Kursk e Berlim. Os relatos de testemunhas oculares de Grossman sobre um campo de extermínio nazista, após a descoberta de Treblinka, estão entre os primeiros relatos de um campo de extermínio nazista por um repórter.
Embora Grossman nunca tenha sido preso pelas autoridades soviéticas, suas duas principais obras literárias ("Vida e destino" e "Tudo passa") foram censuradas durante o período seguinte de Nikita Khrushchev como inaceitavelmente anti-soviético, e o próprio Grossman tornou-se, na prática, uma não pessoa. A KGB invadiu o apartamento de Grossman depois que ele completou "Vida e destino", apreendendo manuscritos, notas e até a fita da máquina de escrever em que o texto fora escrito. Grossman foi informado pelo principal ideólogo do Partido Comunista, Mikhail Suslov, que o livro não poderia ser publicado por duzentos ou trezentos anos. Na época da morte de Grossman de câncer de estômago em 1964, esses livros ainda não tinham sido publicados. Cópias ocultas foram eventualmente contrabandeadas para fora da União Soviética por uma rede de dissidentes, incluindo Andrei Sakharov e Vladimir Voinovich, e publicadas pela primeira vez no Ocidente, antes de aparecer na União Soviética em 1988.

## Obra
Sua principal obra é Vida e Destino, publicada pela Editora Alfaguara em 2014, no Brasil, e em Portugal pela Dom Quixote em 2011. No Brasil, pode ser encontrada a tradução de muitos de seus artigos publicados no Estrela Vermelha, órgão do Exercito soviético, durante a II Guerra, sob o título "Um Escritor na Guerra" Editora objetiva. Vida e Destino vem sendo comparada ao Guerra e Paz, de Tolstoy. Grande afresco da II Guerra Mundial, essa obra prima humanista relata não apenas os horrores do nazismo, mas também o anti semitismo e a opressão presentes no regime estalinista. A desumanidade de buscar os fins, "o bem", por quaisquer meios. Uma obra prima em favor da tolerância,  da liberdade e do respeito à dignidade humana. 
A edição francesa, Obras, de Vasily Grossman, inclui uma carta à mãe, morta na câmara de gas pelos nazistas, e um relato de sua entrevista com o chefe da KGB, em favor da publicação de seu livro Vida e Destino, que ele, erroneamente, supunha poderia ser publicado após o relatório Kruschev.

## Obras
- O povo é imortal, traduzido do russo por Nina Guerra e Filipe Guerra, Dom Quixote (2023) - no original «Народ бессмертен» (1942)
- Um escritor na guerra: Vassili Grossman com o exército vermelho, 1941-1945, Edições 70 (2007) - no original A Writer at War : a Soviet Journalist with the Red Army, 1941-1945
- Kolchugin's Youth: A Novel (1946)
- The Black Book: The Ruthless Murder of Jews by German-Fascist Invaders Throughout the Temporarily-Occupied Regions of the Soviet Union and in the Death Camps of Poland during the War 1941–1945. de Vasily Grossman e Ilya Ehrenburg
- Stalinegrado, Dom Quixote (2021) - no original «За правое дело» (Para uma causa justa, 1952)
- Vida e destino, traduzido do russo por Nina Guerra e Filipe Guerra, Dom Quixote (2011) - no original «Жизнь и судьба» (1980)
- Tudo passa, traduzido do russo por Nina Guerra e Filipe Guerra, Dom Quixote (2013) - no original «Всё течёт…» (1970)
- Bem Hajam! Apontamentos de viagem à Armenia, traduzido do russo por Nina Guerra e Filipe Guerra, Dom Quixote (2014) - no original «Добро вам!» (1967).